# Já, mé druhé já a Irena
Já, mé druhé já a Irena, anglicky Me, Myself & Irene, je americká filmová komedie natočená roku 2000. V hlavních rolích hrají Jim Carrey jako policista Charlie a své druhé já Hank a Renée Zellweger jako dívka Irena.

## Děj
Charlie je dlouholetý skvělý policista v americkém městečku v nejmenším americkém státě Rhode Island, na počátku děje si vezme za ženu krásnou blondýnu, už při svatbě se jeho žena seznámí s černochem velmi malého vzrůstu. Žena mu postupně porodí tři krásné syny, všechny tři jsou ale tmavé pleti, má je s oním černým liliputem. S ním pak posléze od Charlieho natrvalo uteče a kluky mu zanechá. Charlie se tomu všemu vůbec nijak nebrání a nemá proto také vůbec žádný respekt u místních obyvatel, což posléze způsobí, že dojde k jeho duševnímu onemocnění, při kterém dojde k rozdvojení jeho osobnosti. Objeví se v něm i jeho schizofrenický dvojník Hank, který je povahově přesným opakem Charlieho. Charlie se na policejní stanici náhodně seznámí s jednou obviněnou dívkou Irenou, kterou je na podkladě příkazu nucen odvézt na policejní motorce daleko na sever až ke kanadským hranicím k výslechu. Irena je ale ve smrtelném nebezpečí, neboť její bývalý milenec i zaměstnavatel se obává, že na něj prozradí něco o jeho špinavých zločineckých praktikách. Irena ale o nich vůbec nic neví, nicméně zločinecká banda se jí pokusí v Charlieho přítomnosti zabít, což se jim ale naštěstí nepovede, zabijí pouze jednoho federálního policistu. Začne se odehrávat příběh, kdy se mění Charlie neustále mění v Hanka a Hank zase v Charlieho. Irena se ale přesto do Charlieho zamiluje, neboť ji oba neustále chrání a pomáhají na útěku. Oba jsou stále pronásledování zločineckou bandou společně se všemi podplacenými místními policisty. Do hry vstupují i všichni tři černí bratři, Charliovi synové, kteří jsou velmi inteligentní a bystří hoši. S pomocí ukradené policejní helikoptéry a jednoho kamaráda albína, se kterým se při útěku seznámí Charlie a Irena náhodně pak celou zločineckou bandu zneškodní a oznámí vše FBI, která zločince i podplacené místní policisty pozatýká. Snímek končí happyendem, Charlie se ze své schizofrenie zcela vyléčí a zůstává v hodnosti poručíka sloužit u státní policie. Za pomoci všech tři černých synů, albína i Charlieho policejních kamarádů Charlie Irene na konci filmu požádá o ruku.